# Peyruis
Peyruis é uma comuna francesa na região administrativa da Provença-Alpes-Costa Azul, no departamento dos Alpes da Alta Provença. Estende-se por uma área de 23,23 km². Em 2010 a comuna tinha 2 867 habitantes (densidade: 123,4 hab./km²).